# Sherry Block
Sherry Block, född 10 februari 1971, är en amerikansk bågskytt. Hon deltog vid olympiska sommarspelen 1992.